# Tomohon

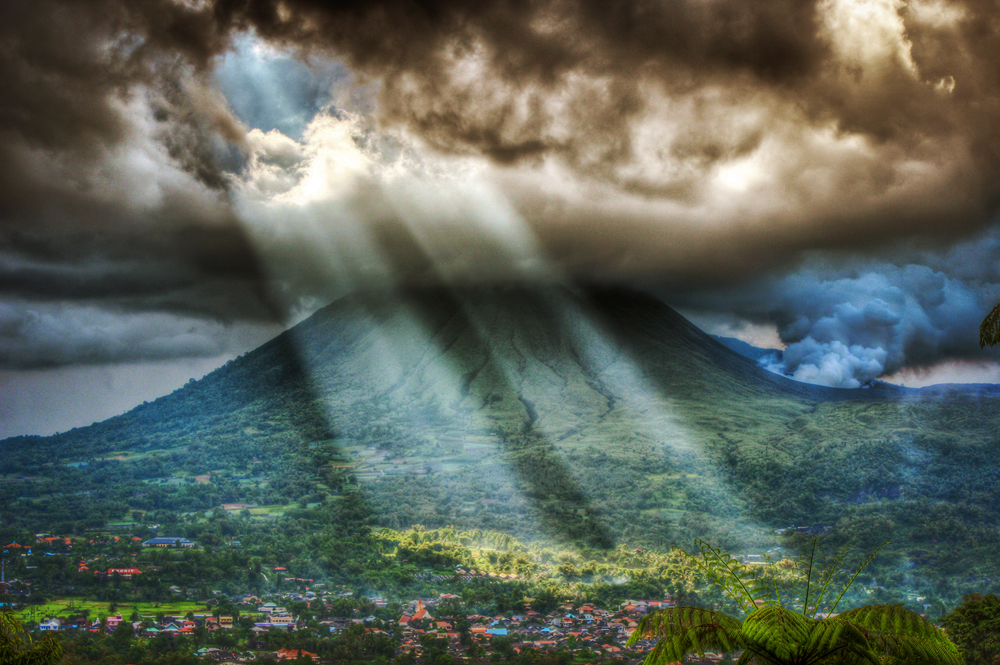
Stadtansicht

Tomohon (auch Blumenstadt indonesisch Kota Bunga genannt) ist eine Stadt auf der indonesischen Insel Sulawesi mit über 100.000 Einwohnern. Sie liegt in der Provinz Sulawesi Utara, ca. 25 km südlich der Provinzhauptstadt Manado.

## Geographie
Die Stadt belegt den 13. Rang innerhalb der Provinz (anteilig 1,17 %), damit ist sie nach Bitung die zweitgrößte Kota. Innerhalb der Region (Insel Sulawesi) wird Rang 7 (von 11) erreicht, landesweit Rang 44 (von 94, die 5 Kotas von Jakarta wurden als eine Einheit gewertet).

### Lage und Ausdehnung
Bis zur Autonomie im Jahr 2003 gehörte Tomohon zum Regierungsbezirk Minahasa, der sie vollständig umgibt. Heute untersteht sie als Verwaltungseinheit 2. Ordnung und als Stadt (Kota) direkt der Provinzregierung.
Tomohon erstreckt sich auf einer Höhe von etwa 900–1100 Metern über dem Meeresspiegel. Es gibt drei Berge, nämlich den Gunung Lokon (1579,6 m), den Gunung Tampusu (1.474 mM.) und den Gunung Mahawu (1.331 m). In der Umgebung gibt es mehrere Flüsse wie den (Sungai) Ranowangko, den Sapa, den Sinambey und 32 andere Quellen. Erwähnenswert sind zwei Seen, der (Danau) Linow und der (Danau) Pangolombian.

### Grenzpunkte
Die Stadt erstreckt sich nördlich vom Äquator und besitzt folgende äußere Grenzpunkte:
| Richtung | Kode            | Desa            | Kecamatan         | Koordinaten          |
| -------- | --------------- | --------------- | ----------------- | -------------------- |
| N        | 71.73.03.1002   | Tinoor Dua      | Tomohon Utara     | 001°24′18,48″ n. Br. |
| O        | 71.73.05.100500 | Kumelembuay     | Tomohon Timur     | 124°54′34,19″ ö. L.  |
| S        | 71.73.01.1003   | Tondangow       | Tomohon Selatan00 | 001°14′33,15″ n. Br. |
| W        | 71.73.04.1004   | Taratara Satu00 | Tomohon Barat     | 124°43′52,46″ ö. L.  |

## Administrative Gliederung
Tomohon wird seit 2004 in fünf Distrikte (Kecamatan) gegliedert, die nach Himmelsrichtungen benannt sind:
Selatan (Süd), Tengah (Zentral), Utara (Nord), Barat (West) und Timur (Ost). Eine weitere Unterteilung erfolgt in 44 Kelurahan (Stadtbezirke, Dörfer mit urbanem Charakter).
| Code 1   | Kecamatan Distrikt | Ibu Kota Verwaltungssitz | Fläche (km²) | Einwohner Census 2010 2 | Volkszählung 2020 | Volkszählung 2020 | Volkszählung 2020 | Anzahl der Kelurahan | Anzahl der Kelurahan |
| Code 1   | Kecamatan Distrikt | Ibu Kota Verwaltungssitz | Fläche (km²) | Einwohner Census 2010 2 | Einwohner 3       | 0Dichte 40        | Sex Ratio 5       | Anzahl der Kelurahan | Anzahl der Kelurahan |
| -------- | ------------------ | ------------------------ | ------------ | ----------------------- | ----------------- | ----------------- | ----------------- | -------------------- | -------------------- |
| 71.73.01 | Tomohon Selatan00  | Walian                   | 32,95        | 21.062                  | 24.802            | 752,7             | 102,10            | 12                   |                      |
| 71.73.02 | Tomohon Tengah     | Talete Dua               | 9,41         | 20.156                  | 18.772            | 1.994,9           | 97,18             | 9                    |                      |
| 71.73.03 | Tomohon Utara      | Kakaskasen Tiga          | 42,28        | 25.906                  | 28.644            | 677,5             | 103,80            | 10                   |                      |
| 71.73.04 | Tomohon Barat      | Woloan Satu Utara00      | 40,69        | 14.160                  | 16.941            | 416,3             | 105,67            | 8                    |                      |
| 71.73.05 | Tomohon Timur      | Paslaten Satu            | 21,88        | 10.269                  | 11.428            | 522,3             | 100,91            | 5                    |                      |
| 71.73    | Kota Tomahon       | Kota Tomahon             | 147,21       | 91.553                  | 100.587           | 683,3             | 102,10            | 44                   |                      |

## Geschichte

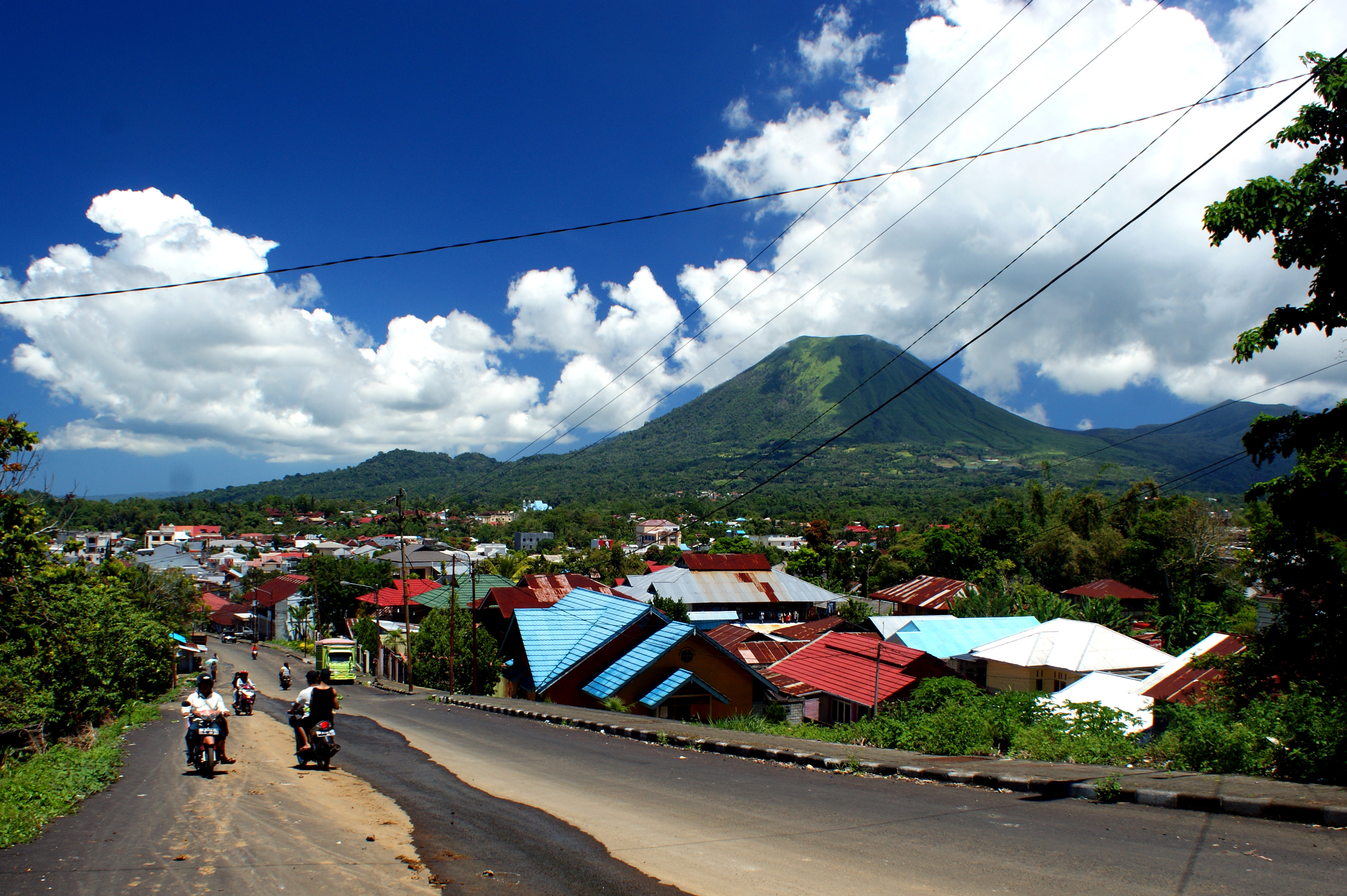
Blick zur Stadt, Aufnahme von 2016

### Verwaltungsgeschichte
Bereits ein Jahr nach der Autonomie entstanden 2004 zwei neue Distrikte:
- Tomohon Barat (gebildet aus 5 Kelurahan von Tomohon Tengah, 2009 kamen 3 neue Kelurahan hinzu)
- Tomohon Timur (gebildet aus 4 Kelurahan von Tomohon Tengah und einer/m neugebildeten Kelurahan)[7]

## Demographie
Die Stadt liegt auf Platz 10 mit einem Bevölkerungsanteil von 3,92 Prozent. Sie ist die bevölkerungsärmste der vier autonomen Städte. Innerhalb der Region wird auch nur der letzte Platz erreicht, landesweit Platz 87. Mit der Bevölkerungsdichte von 614,0 Einwohner pro km² wird der 4. Platz in der Provinz belegt, wiederum der niedrigste Wert aller Kota. Dies bedeutet innerhalb der Region der vorletzte Platz (vor Baubau), landesweit Platz 81(Angaben von Ende 2024).

### Soziale Daten 2020
| Merkmal                                                             | Kota Tomohon | 0Prov. Sulawesi Utara0 |
| ------------------------------------------------------------------- | ------------ | ---------------------- |
| Bevölkerung unterhalb der Armutsgrenze (Tsd.)00                     | 6,060        | 192,370                |
| Anteil der „armen Bevölkerung“ (indonesisch Penduduk miskin) (%)000 | 5,600        | 7,620                  |
| Arbeitslosenrate (%)                                                | 8,990        | 7,370                  |
| Lebenserwartung bei der Geburt (Jahre)                              | 71,930       | 71,690                 |
| HDI-Index                                                           | 76,690       | 72,930                 |
| Analphabetenrate (in %, 15+ J.)                                     | 0,080        | 0,210                  |
| Anteil der Altersgruppen                                            | 0Real0       | 0Prozentual0           |
| Kinder (<15 J.)                                                     | 22.4780      | 22,350                 |
| arbeitsfähige Bevölkerung (15–64 J.)                                | 68.7710      | 68,370                 |
| Rentner und Pensionäre (>65 J.)                                     | 9.3380       | 9,280                  |

### Religion und Bevölkerungsverteilung
Von der Bevölkerung am Jahresende 2024 waren 45,80 (27,99) % ledig; 46,77 (62,13) % verheiratet; 0,95 (1,26) % geschieden und 6,49(8,62) % verwitwet. Die kursiven Zahlen in Klammern geben den Anteil der über 15-jährigen an (25.670, das entspricht 24,73 % der Bevölkerung). 7.845 Personen waren 65 Jahre und älter, das sind 7,56 Prozent des Kabupaten.
| Religion       | 2020       | 2020     | 2020               | 2024 Anteil |
| Religion       | Anzahl     | Anteil % | Gebäude            | 2024 Anteil |
| -------------- | ---------- | -------- | ------------------ | ----------- |
| Islam          | 3.6360     | 3,610    | 4 9)               | 3,16        |
| Christen insg. | 97.040 10) | 96,280   | 1180               | 11,33       |
| Davon:         |            |          |                    |             |
| Protestanten   | 73.5890    | ~ 760    | 1000               | 72,96       |
| Katholiken     | 23.4510    | ~ 340    | 180                | 23,16       |
|                |            |          |                    |             |
| Hindus         | 230        | 0,020    | 2 Vihara (Tempel)0 | 0,02        |
| Buddhisten     | 810        | 0,080    | 2 Vihara (Tempel)0 | 0,07        |

| Jahr | Gesamt- Bevölkerung | Männer | %     | Frauen | %     | Sex Ratio 5) |
| 2016 | 97.719              | 49.624 | 50,78 | 48.095 | 49,22 | 103,18       |
| 2017 | 98.310              | 49.937 | 50,80 | 48.373 | 49,20 | 103,23       |
| 2018 | 99.379              | 50.411 | 50,73 | 48.968 | 49,27 | 102,95       |
| 2019 | 99.682              | 50.553 | 50,71 | 49.129 | 49,29 | 102,90       |
| 2020 | 100.788             | 51.071 | 50,67 | 49.717 | 49,33 | 102,72       |
| 2021 | 101.020             | 51.223 | 50,71 | 49.797 | 49,29 | 102,86       |
| 2022 | 101.427             | 51.365 | 50,64 | 50.062 | 49,36 | 102,60       |
| 2023 | 102.724             | 52.003 | 50,62 | 50.721 | 49,38 | 102,53       |
| 2024 | 103.812             | 52.524 | 50,60 | 51.288 | 49,40 | 102,41       |

Obige Tabelle gibt die durch die Zivilstandsbüros (Disdukcapil, indonesisch Dinas Kependudukan dan Pencatatan Sipil) veröffentlichten Fortschreibungsergebnisse zum Jahresende wieder.

### Aktuelle Daten der Bevölkerungsfortschreibung

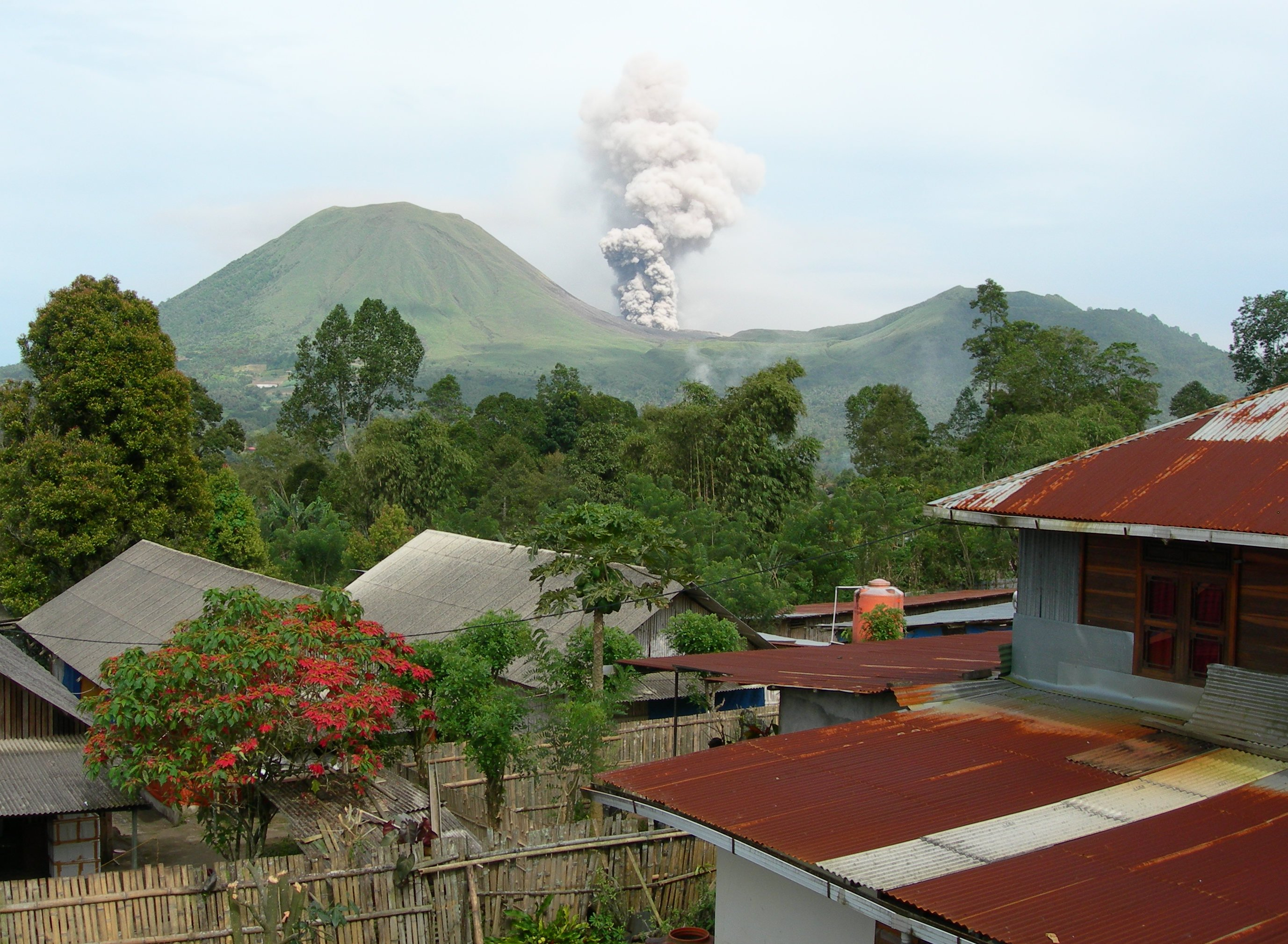
Ausbruch des Tompaluan-Kraters des Zwillingsvulkans Lokon-Empung am 10. September 2013.

Nachfolgende Tabelle gibt den Einwohnerstand nach Geschlecht zu den letzten beiden Volkszählungen (2010, 2020) sowie für die Jahresenden 2022 und 2024 wieder. Letzterer resultiert aus den Ergebnissen der Fortschreibung durch die örtlichen Zivilstandsbüros (Disdukcapil, indonesisch Dinas Kependudukan dan Pencatatan Sipil). Der aktuelle Einwohnerstand kann jederzeit in einer interaktiven Karte abgerufen werden.

| Kecamatan         | 2010   | 2010   | 2010   | 2020    | 2020   | 2020   | Fortschreibung am Jahresende | Fortschreibung am Jahresende | Fortschreibung am Jahresende | Fortschreibung am Jahresende | Fläche 2024 | kalkulierte Werte 2024 | kalkulierte Werte 2024 |
| Kecamatan         | Insg.  | männl. | weibl. | Insg.   | männl. | weibl. | 2022                         | 2024                         | 2024                         | 2024                         | Fläche 2024 | Dichte (Einw. je km²)  | Sex Ratio              |
| ----------------- | ------ | ------ | ------ | ------- | ------ | ------ | ---------------------------- | ---------------------------- | ---------------------------- | ---------------------------- | ----------- | ---------------------- | ---------------------- |
| Tomohon Selatan00 | 21.062 | 10.791 | 10.271 | 24.802  | 12.530 | 12.272 | 25.046                       | 26.310                       | 13.316                       | 12.994                       | 35,31       | 745,22                 | 102,48                 |
| Tomohon Tengah    | 20.156 | 9.732  | 10.424 | 18.772  | 9.252  | 9.520  | 18.955                       | 18.938                       | 9.408                        | 9.530                        | 15,93       | 1.188,68               | 98,72                  |
| Tomohon Timur     | 10.269 | 5.247  | 5.022  | 11.428  | 5.740  | 5.688  | 11.415                       | 29.694                       | 15.172                       | 14.522                       | 18,52       | 1.603,52               | 104,48                 |
| Tomohon Barat     | 14.160 | 7.236  | 6.924  | 16.941  | 8.704  | 8.237  | 17.160                       | 17.622                       | 8.979                        | 8.643                        | 40,71       | 432,90                 | 103,89                 |
| Tomohon Utara     | 25.906 | 13.173 | 12.733 | 28.644  | 14.589 | 14.055 | 28.575                       | 11.248                       | 5.649                        | 5.599                        | 58,60       | 191,94                 | 100,89                 |
| Kota Tomohon      | 91.553 | 46.179 | 45.374 | 100.587 | 50.815 | 49.772 | 101.151                      | 103.812                      | 52.524                       | 51.288                       | 169,07      | 614,02                 | 102,41                 |